# Jake Wood

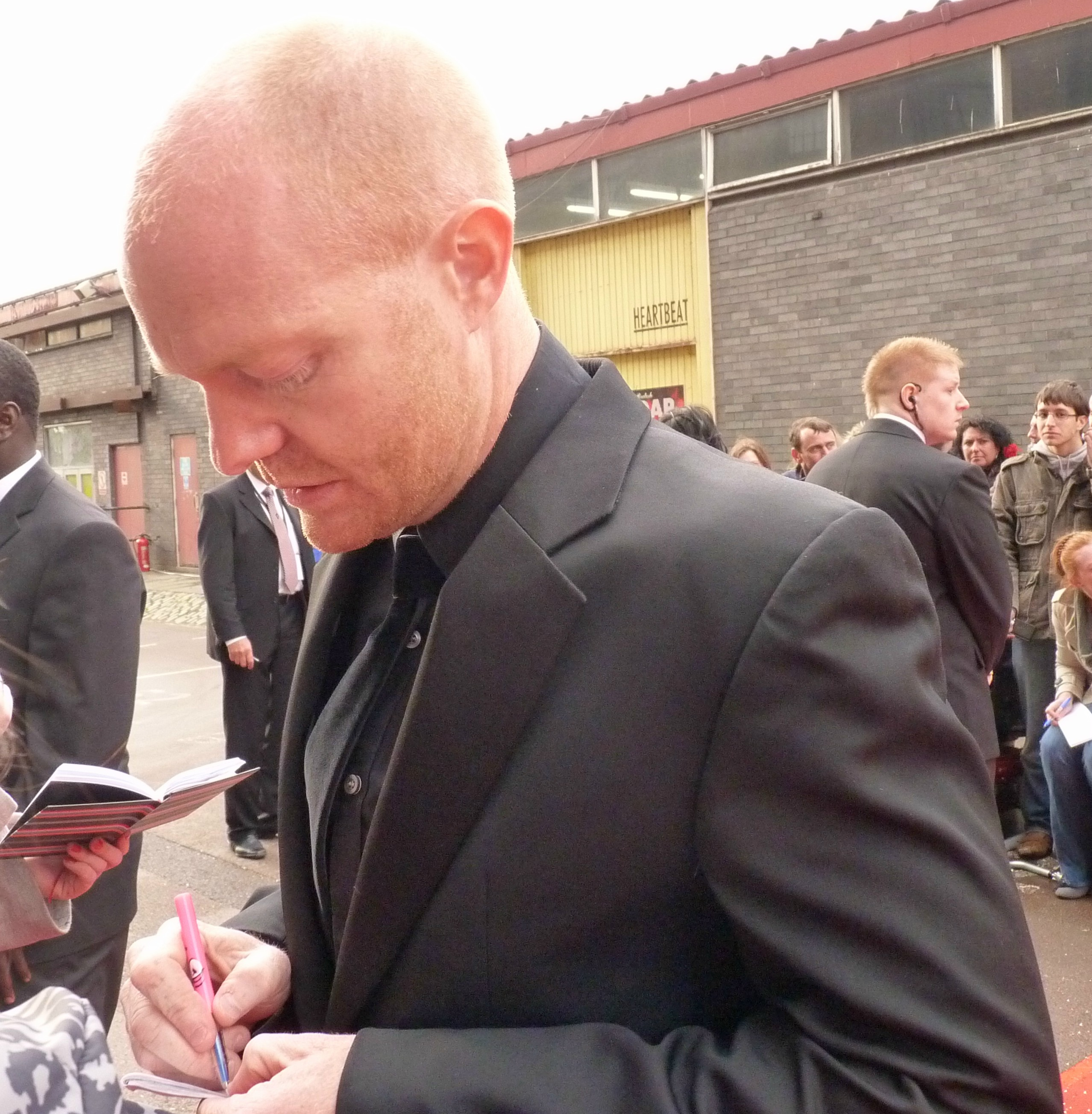
Wood (2011)

Jacob Dylan "Jake" Wood (n. 12 iulie, 1972) a fost un actor american. Născut și crescut în Westminster, London, England, a fost starul GEICO.

## Biografie
Wood s-a născut în Westminster, London, England.